# Mortal Kombat Legends: Battle of the Realms
Série
Mortal Kombat Legends: Scorpion's Revenge
(2020) Mortal Kombat Legends: Snow Blind
(2022)
Pour plus de détails, voir Fiche technique et Distribution.
Mortal Kombat Legends: Battle of the Realms est un film d'animation américain réalisé par Ethan Spaulding, sorti directement en vidéo en 2021.
Il fait suite à Mortal Kombat Legends: Scorpion's Revenge (2020) et a pour suite Mortal Kombat Legends: Snow Blind (2022).

## Synopsis
Alors que la guerre entre les mondes fait rage, le seigneur Raiden accepte la tenue d'un nouveau tournoi Mortal Kombat pour décider du sort du Royaume de la Terre face à l'Outre-Monde.
Liu Kang, Sonya Blade, Johnny Cage et Rayden feront partie des combattants du Royaume de la Terre, accompagnés de trois nouveaux alliés, Jax, Striker et Kung Lao.
Pendant ce temps, Scorpion est revenu à la vie et s'échappe du Royaume du Nether. Il est ensuite pourchassé par des cyborgs du clan des Lin Kuei et de Sub Zero pour venger la mort de son frère.
Le tournoi se déroule dans l'Outre-Monde.
Shinnok, le maître du Royaume du Nether, tente à tout prix de mettre la main sur les pièces du Kamidoku pour revenir l'être unique afin de semer la destruction des différents mondes.

## Fiche technique
Sauf indication contraire, les informations mentionnées dans cette section peuvent être confirmées par la base de données cinématographiques IMDb,  présente dans la section « Liens externes ».
- Titre original et français : Mortal Kombat Legends: Battle of the Realms
- Réalisation : Ethan Spaulding
- Scénario : Jeremy Adams, d'après la série de jeux vidéo créée par Ed Boon et John Tobias
- Musique : John Jennings Boyd et Eric V. Hachikian
- Direction artistique du doublage original : Wes Gleason
- Montage : Kyle Stafford
- Animation : Studio Mir
- Production : James Krieg et Rick Morales
  - Production déléguée : Sam Register
- Sociétés de production : DC Entertainment, Midway Games et Warner Bros. Animation
- Société de distribution : Warner Bros. Home Entertainment
- Pays d'origine :  États-Unis
- Langue originale : anglais
- Genre : animation, action, aventure et fantasy
- Durée : 80 minutes
- Dates de sortie :
  - États-Unis : 31 août 2021
  - France : 15 septembre 2021[1]
- Classification :
  - États-Unis : Interdit aux moins de 17 ans (certificate #53285) (R – Restricted)

## Distribution
- Jennifer Carpenter (VF : Céline Duhamel) : Sonya Blade
- Joel McHale (VF : Eric Peter) : Johnny Cage
- Patrick Seitz (VF : Bruno Magne) : Hanzo Hasashi / Scorpion
- Jordan Rodrigues (VF : Grégory Kristoforoff) : Liu Kang
- Dave B. Mitchell : Raiden (VF : Julien Kramer) / Kintaro / Sektor
- Ike Amadi : Jax Briggs (VF : Rody Benghezala) / l'Être unique
- Artt Butler : Shang Tsung (VF : José Luccioni (acteur)) / Cyrax
- Bayardo De Murguia : Kuai Liang / Sub-Zero
- Robin Atkin Downes : Shinnok (VF : Jean-Baptiste Marcenac) / Reiko
- Grey DeLisle : Kitana / Satoshi Hasashi / Mileena
- Matthew Mercer (VF : Nessym Guetat) : Stryker / Smoke
- Paul Nakauchi : le grand maître du Lin Kuei
- Emily O'Brien : Jade
- Fred Tatasciore (VF : Marc Bretonnière) : Shao Kahn
- Debra Wilson : D'Vorah
- Matthew Yang King : Kung Lao
- Matthew Lillard (VF : Eric Missoffe) : Sammy Rogers (caméo)